# Ptačí oblast Novodomské rašeliniště – Kovářská
Novodomské rašeliniště – Kovářská je ptačí oblast v české části Krušný hor v Ústeckém a Karlovarském kraji. Vyhlášena byla k ochraně tetřívka obecného, žluny šedé a jejich biotopů.

## Přírodní poměry
Ptačí oblast leží v nadmořské výšce 605–1114 metrů ve střední části Krušných hor, konkrétně v podcelcích Klínovecká a Loučenská hornatina. Jihozápadní okraj se nachází mezi vrcholy Macecha a Loučná a na severovýchodě oblast zasahuje přibližně do prostoru mezi Medvědí skálou a Horou Svaté Kateřiny. Její rozloha měří 15 962,63 hektarů, z čehož téměř 14 133 hektarů tvoří lesní lesní pozemky. Z nelesních pozemků má největší výměru zemědělská půda (1 830 hektarů). Oblast zasahuje do správního území obcí Brandov, Hora Svaté Kateřiny, Horní Jiřetín a Nová Ves v Horách v okrese Most, obcí Blatno, Boleboř, Hora Svatého Šebestiána, Kalek, Kovářská, Kryštofovy Hamry, Křimov, Loučná pod Klínovcem, Měděnec, Perštejn, Výsluní a Vysoká Pec v okrese Chomutov a obcí Krásný Les a Stráž nad Ohří v okrese Karlovy Vary.
V ptačí oblasti se nacházejí maloplošná zvláště chráněná území: Novodomské rašeliniště, Na loučkách, Prameniště Chomutovky, Horská louka u Háje, Buky a javory v Gabrielce a Na loučkách II.
Krajina ptačí oblasti je mírně zvlněná a střídají se v ní plochy imisních holin osázené náhradními dřevinami s rašeliništi, loukami, pastvinami, bývalými poli a mrazovými kotlinami. Na některých místech se dochovaly pozůstatky původních bukových lesů. K nepůvodním druhům stromů patří smrk pichlavý, jehož porosty jsou napadené kloubnatkou smrkovou, a postupně odumírají.

## Ornitologie
Pro ochranu ohrožených druhů ptáků jsou významné zejména plochy rašelinišť, zbytky původních jedlobukových porostů, fragmenty podmáčených smrčin a vlhké podmáčené louky. V roce 2016 bylo v ptačí oblasti zaznamenáno 23 druhů vzácných a ohrožených ptáků. Předmětem ochrany jsou tetřívek obecný (Lyrurus tetrix) a žluna šedá (Picus canus). Novodomské rašeliniště – Kovářská je spolu s ptačí oblastí Východní Krušné hory nejvýznamnější oblastí výskytu tetřívka a pátou nejvýznamnější lokalitou výskytu žluny v Česku. V roce 2016 zde žilo 132 jedinců tetřívka z 219 zjištěných jedinců v celých Krušných horách.
Z dalších ptáků se v roce 2016 v různé početnosti vyskytovali:
- ohrožené druhy: sluka lesní (Scolopax rusticola), bramborníček hnědý (Saxicola rubetra), hýl rudý (Carpodacus erythrinus), ořešník kropenatý (Nucifraga caryocatactes), krkavec velký (Corvus corax)
- silně ohrožené druhy: čáp černý (Ciconia nigra), moták pilich (Circus cyaneus), křepelka polní (Coturnix coturnix), chřástal polní (Crex crex), bekasina otavní (Gallinago gallinago), vodouš kropenatý (Tringa ochropus), kulíšek nejmenší (Glaucidium passerinum), sýc rousný (Aegolius funereus), krutihlav obecný (Jynx torquilla), kos horský (Turdus torquatus)
- ostatní druhy: káně lesní (Buteo buteo), puštík obecný (Strix aluco), datel černý (Dryocopus martius), strakapoud velký (Dendrocopos major), linduška luční (Anthus pratensis), křivka obecná (Loxia curvirostra)[7]

### Tetřívek obecný

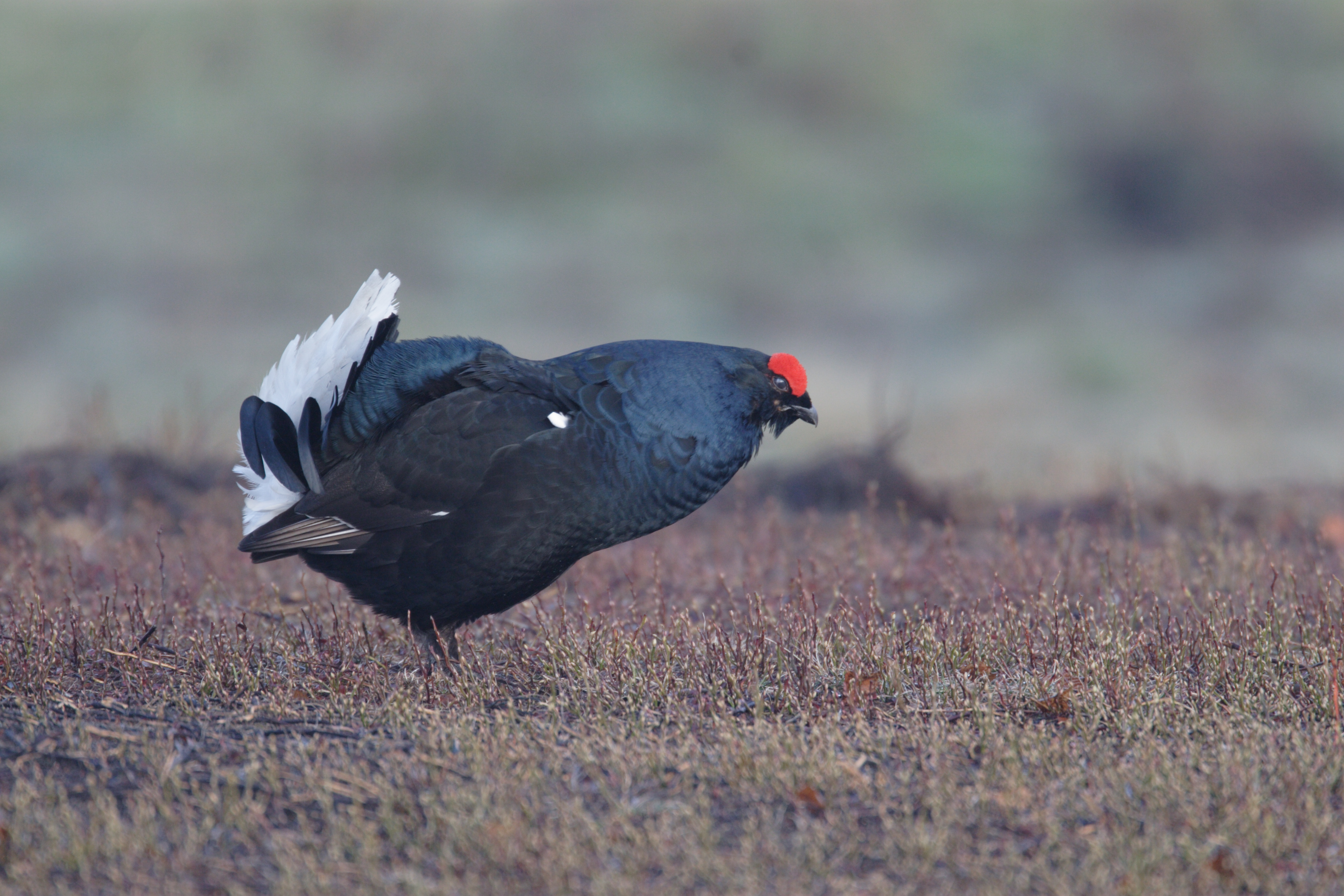
Tetřívek obecný

Populace tetřívka se v Krušných horách udržela díky existenci rašelinišť a přilehlých podmáčených pozemků. Podpořila ji také vysoká imisní zátěž v osmdesátých letech dvacátého století, v jejímž důsledku došlo k rozsáhlému odlesnění. Zničené lesy byly nahrazeny výsadbami řady nepůvodních druhů dřevin, které nevytvořily zapojené porosty a pro tetřívka představovaly vhodné životní prostředí. Jeho populaci podpořilo také odumírání březových porostů v polovině devadesátých let dvacátého století.
Na celkovém úbytku početnosti tetřívka po roce 2010 se podílí postupné zarůstání a zalesňování původně nelesních ploch, zvýšený výskyt predátorů (prase divoké, liška obecná, jezevec lesní, krkavec velký, mýval severní a psík mývalovitý), výstavba větrných elektráren, turistické využití krajiny a využití tokanišť k pastvě dobytka či kosení. Vliv mohou mít také snížení početnosti populace a změny klimatu.
|            | 2009 | 2010 | 2011 | 2012 | 2013 | 2014 | 2015 | 2016 |
| ---------- | ---- | ---- | ---- | ---- | ---- | ---- | ---- | ---- |
| počet kusů | 73   | 72   | 105  | 83   | 91   | 94   | 91   | 55   |

### Žluna šedá

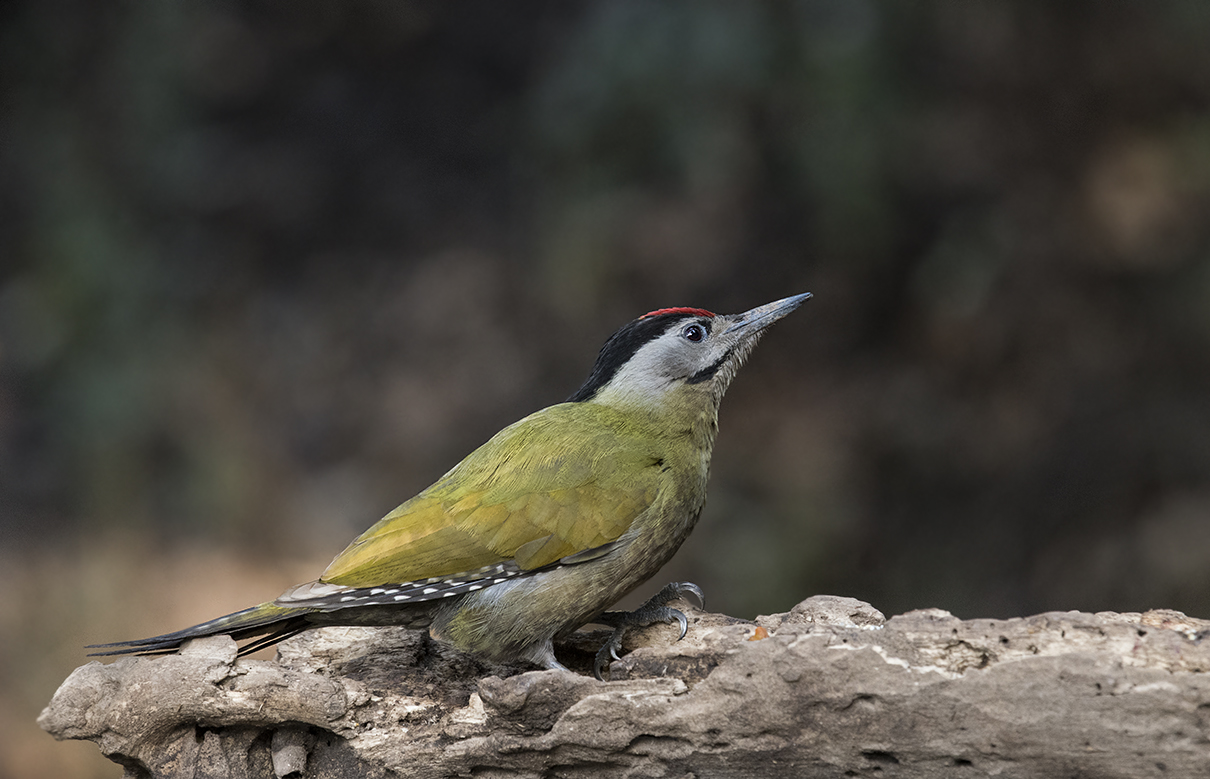
Žluna šedá

Žluna šedá se vyskytuje roztroušeně v celé ptačí oblasti v početnosti třicet až padesát párů. Vyhledává porosty s výskytem buku, jejichž ochrana v maloplošných chráněných územích vytváří dostatečné podmínky pro udržení populace.